# Запрян Козлуджов
Запрян Ангелов Козлуджов е български литературен теоретик, професор, ректор на Пловдивския университет „Паисий Хилендарски“ (2011 – 2019).

## Биография
През 1984 г. завършва Българска филология в Пловдивския университет. Една година работи като учител, след това печели аспирантура в Софийския университет. Преподава теория на литературата в Пловдивския университет от 1988 г.
През 1997 г. Запрян Козлуджов защитава докторска дисертация на тема: „Сказовият тип повествование в българската проза“. През същата година Специализираният научен съвет по литературознание при ВАК му присъжда научната и образователна степен доктор по теория и история на литературата (05.04.01).
Доцент по теория на литературата от 2000 г. Професор от 2012 г.
През 2000 г. става зам.-ректор на Пловдивския университет. През 2011 г. е избран за ректор на университета. През 2015 г. е избран за втори мандат на тази длъжност.
Член е на Съюза на учените в България.

## Отличия и награди
Носител е на Наградата за най-добра литературоведска публикация на сп. „Език и литература“ за 1998 година.
През 2015 г. е награден с почетен знак „За дружба и сътрудничество“ за значителния му принос в развитието на руско-българското хуманитарно сътрудничество. Наградата му е връчена от ръководителя на „Россострудничество“ Любов Глебова по случай 40-годишнината на Руския културно-информационен център в България.
През 2016 г. Сдружение „Мемориал на духовността“ го удостоява с почетното звание „Следовник на народните будители“.

## Противоречия
Социологът Цветозар Томов, доцент в катедра „Критическа и приложна социология“ в Пловдивския университет, напуска университета, възмутен от решението на академичния съвет да удостои с титлата почетен доктор футболиста Христо Стоичков.
През 2019 г. медиите съобщават, че като ректор на Пловдивския университет Запрян Козлуджов е бил най-скъпо платеният мениджър на държавна структура в Пловдив.